# Wskaźnik P/EBIT
P/EBIT (ang. Price to Earnings Before Interest and Tax), C/EBIT (cena do zysku operacyjnego)  – syntetyczny wskaźnik służący wycenie spółek publicznych, wyrażany jako iloraz ceny rynkowej jednej akcji przedsiębiorstwa i wypracowanego przez to przedsiębiorstwo zysku operacyjnego EBIT, który określa jaki procent bieżącej ceny akcji stanowi zysk przed odsetkami i opodatkowaniem.
Wykorzystanie zysku operacyjnego pozwala na zbadanie efektywności (rentowności) działania spółki na rynku. Zysk operacyjny nie jest zależny od stosunku kapitałów własnych i obcych zaś zdarzenia jednorazowe nie mają wpływu na ten wskaźnik.
Wskaźnik ten powinien być porównywany razem ze wskaźnikami spółek z tego samego sektora. Ponadto jest zalecane używanie tego wskaźnika dla spółek na wczesnym etapie rozwoju (gdy wartość zysku jest nieznaczna) oraz dla spółek, które cyklicznie ponoszą straty/zyski (zysk operacyjny jest bardziej stabilny).

## Przykład
Aby wyliczyć EBIT na jedną akcję, potrzeba rocznego EBIT (wypracowanego przez okres 4 kwartałów), który dzieli się przez średnią ważoną liczbę akcji w tym okresie.
Przykład: spółka wypracowała w ciągu roku EBIT wielkości 400 tys. PLN. Kapitał zakładowy dzieli się na 500 tys. akcji emitowanych przez pół roku. Spółka postanawia wyemitować nową serię akcji w liczbie 100 tys. od kolejnej połowy roku.
Średnia ważona liczba akcji wynosi:
{\displaystyle 500000\cdot \left({\frac {6}{12}}\right)+600000\cdot \left({\frac {6}{12}}\right)=550000}
EBIT wynosi zatem na jedną akcje:
{\displaystyle {\frac {400000}{550000}}=0,73\ {\text{PLN}}}
Przyjmując, że jedna akcja kosztuje 5 PLN, jej P/EBIT wynosi:
{\displaystyle {\frac {5\ {\text{PLN}}}{0,73\ {\text{PLN}}}}=6,88}